# My Baby Got Back
My Baby Got Back ist eine von Video Team produzierte US-amerikanische Pornofilmreihe mit afroamerikanischen und Latino-Darstellern. Die Filmreihe hat mehrere AVN Awards gewonnen. Seit 1992 wurden mehr als 40 Folgen gedreht.
Bekannte Darsteller der Reihe sind Vanessa Blue, Jade Marcela, Jada Fire, India, Mr. Marcus, Midori, Lexington Steele, Diana Devoe, Lacey Duvalle, Kitten, Ayana Angel, Janet Jacme, Byron Long, Monique, Obsession, Julian St. Jox, Lana Sands und Dominique Simone. In den ersten vier Folgen war Ryan Rene Taylor der Regisseur. Die Folgen 5 und 6 wurden von Sean Michaels gedreht.
Im Jahr 2000 veröffentlichte das Studio Video Team ein „Best Of“ der Serie, The Best of My Baby Got Back.

## Auszeichnungen
- 1995: AVN Award - Best Ethnic-Themed Release (My Baby Got Back 3)
- 1996: AVN Award - Best Ethnic-Themed Release (My Baby Got Back 6)
- 2000: AVN Award - Best Ethnic-Themed Series[1]
- 2009: Urban Spice Award - Best Big-Booty Release (My Baby Got Back 44)